# Нестор Араухо
Нестор Араухо (ісп. Néstor Araujo; нар. 29 серпня 1991, Гвадалахара) — мексиканський футболіст, захисник клубу «Америка» (Мехіко) і національної збірної Мексики.

## Клубна кар'єра
Народився 29 серпня 1991 року в місті Гвадалахара. Вихованець футбольної школи клубу «Крус Асуль». Дорослу футбольну кар'єру розпочав 2010 року в основній команді того ж клубу, в якій провів три сезони, взявши участь у 42 матчах чемпіонату.
Своєю грою за цю команду привернув увагу представників тренерського штабу клубу «Сантос Лагуна», до складу якого приєднався 2013 року. Відіграв за команду з Торреона наступні п'ять сезонів своєї ігрової кар'єри. Більшість часу, проведеного у складі «Сантос Лагуни», був основним гравцем захисту команди.
До складу клубу «Сельта Віго» приєднався 2018 року. Станом на 20 січня 2020 року відіграв за клуб з Віго 40 матчів в національному чемпіонаті.

## Виступи за збірні
2011 року залучався до складу молодіжної збірної Мексики, разом з якою брав участь у молодіжному чемпіонаті Північної Америки 2011 року та молодіжному чемпіонаті світу 2011 року. На молодіжному рівні зіграв у дванадцяти офіційних матчах.
З 2011 року захищав кольори олімпійської збірної Мексики, в складі якої був учасником футбольного турніру на Олімпійських іграх 2012 року у Лондоні, де мексиканці стали олімпійськими чемпіонами.
5 липня 2011 року у віці 19 років дебютував в офіційних матчах у складі національної збірної Мексики в грі зі збірною Чилі в рамках Кубка Америки 2011 року в Аргентині, що завершилася поразкою мексиканців з рахунком 1-2, а сам Араухо відзначився голом.
Згодом регулярно залучався до лав мексиканської збірної, допомігши їй зокрема здобути Золотий кубок КОНКАКАФ 2019 року.
Наразі провів у формі головної команди країни 64 матчі і забив три голи.

## Титули і досягнення
- Чемпіон КОНКАКАФ (U-20): 2011
- Переможець Панамериканських ігор: 2011
- Олімпійський чемпіон: 2012
- Володар Золотого кубка КОНКАКАФ: 2019
- Срібний призер Золотого кубка КОНКАКАФ: 2021